# El Mehara
El Mehara è un comune dell'Algeria, situato nella provincia di El Bayadh.